# ألكسندر فولكانوفسكي
ألكسندر فولكانوفسكي (بالإنجليزية: Alexander Volkanovski؛ 29 سبتمبر 1988) هو مُقاتل فنون قتالية مختلطة أسترالي مُحترف. يُنافس حاليًا في فئة وزن الريشة في يو إف سي، حيث يُعد بطل يو إف سي لوزن الريشة الحالي والمتوج مرتين. فولكانوفسكي هو ثاني أسترالي يفوز بلقب يو إف سي بعد روبرت ويتيكر. وهو أيضًا بطل سابق في بطولة القتال الأسترالية. قبل ظهوره الأول في يو إف سي، نافس فولكانوفسكي كملاكم محترف في عام 2015. اعتبارًا من 15 أبريل 2025، و اعتبارًا من 10 ديسمبر 2024، يحتل المركز التاسع في تصنيفات يو إف سي لأفضل المقاتلين في جميع الأوزان. يُعتبر أحد أعظم مُقاتلي وزن الريشة على مر التاريخ.

## مسيرته في فنون القتال المختلطة

### مسيرته المبكرة
بدأ فولكانوفسكي كهاوٍ في الوزن المتوسط وحصد رصيد 4–0 قبل أن يصبح محترفًا، وقد قاتل في العديد من منظمات فنون القتال المختلطة في منطقة أوقيانوسيا في آسيا من 2012 إلى يوليو 2016 قبل التوقيع مع يو إف سي. فاز بلقب باسيفيك إكستريم كومبات واثنين من ألقاب وزن الريشة في بطولة القتال الأسترالية. جمع فولكانوفسكي رصيدًا قدره 13–1 مع 10 انتصارات متتالية قبل انضمامه إلى يو إف سي.

### يو إف سي
ظهر فولكانوفسكي لأول مرة في الترويج في 26 نوفمبر 2016، وزاد خط انتصاراته إلى 11 بعد فوزه عن طريق الضربة الفنية القاضية في الجولة الثانية ضد يوسوكي كاسويا في يو إف سي ليلة القتال 101. وأعلن في المؤتمر الصحفي الذي أعقب القتال أنه سينزل من الوزن الخفيف إلى وزن الريشة في نزاله القادم.

#### انتقاله للأسفل إلى وزن الريشة
كان من المتوقع أن يواجه فولكانوفسكي ميشيل كوينونيس في 19 فبراير 2017 في يو إف سي ليلة القتال 105. ومع ذلك، تم إلغاء النزال بعد تعرض كوينونيس لإصابة ولم يتم العثور على بديل.
عاد فولكانوفسكي إلى وزن الريشة وواجه ميزوتو هيروتا في 11 يونيو 2017 في يو إف سي ليلة القتال 110. فاز بالنزال بقرار القضاة بالإجماع بعد أن كاد أن ينهي هيروتا بعد ضربة اسقطته.
كان من المتوقع أن يواجه فولكانوفسكي جيريمي كينيدي في حدث يو إف سي ليلة القتال: ويردوم ضد تيبورا في 19 نوفمبر 2017، في سيدني، أستراليا. ومع ذلك، انسحب كينيدي من النزال في 5 أكتوبر، بسبب إصابة في الظهر وحل محله هامبرتو بانديناي. في نوفمبر 2017، أُعلن أن بانديناي سيؤجل ظهوره الأول في يو إف سي في هذا الحدث لأسباب غير معلنة، وتم استبداله بدريكس زامبوانجا. بدوره، انسحب زامبوانجا من النزال بسبب مشاكل التأشيرة وتم استبداله بالوافد الجديد للمنظمة شين يونغ. استمر النزال بوزن 150 رطلاً. فاز فولكانوفسكي بالنزال بقرار القضاة بالإجماع.
تمت إعادة جدولة النزال مع كينيدي وجرت في 11 فبراير 2018 في يو إف سي 221. وفاز بالنزال عن طريق الضربة الفنية القاضية.
واجه فولكانوفسكي دارين إلكنز في 14 يوليو 2018 في يو إف سي ليلة القتال 133. وفاز بالنزال بقرار القضاة بالإجماع.
واجه فولكانوفسكي تشاد مينديز في 29 ديسمبر 2018 في يو إف سي 232. وفاز بالنزال عن طريق الضربة الفنية القاضية في الجولة الثانية بعد أن نجا من ضربتين اسقطتاه. أكسبه هذه النزال مكافأة قتال الليلة.
واجه فولكانوفسكي بطل وزن الريشة السابق خوسيه ألدو في يو إف سي 237 في 11 مايو 2019. وفاز بالنزال بقرار القضاة بالإجماع.

### بطولة يو إف سي لوزن الريشة

#### فولكانوفسكي ضد هولواي
واجه فولكانوفسكي ماكس هولواي في 14 ديسمبر 2019، على لقب بطولة يو إف سي لوزن الريشة في بطولة يو إف سي لوزن الريشة. فاز فولكانوفسكي بالنزال بقرار القضاة بالإجماع.

#### فولكانوفسكي ضد هولواي 2
قدم فولكانوفسكي دفاعه الأول عن لقبه في نزال العودة ضد ماكس هولواي في 11 يوليو 2020 في يو إف سي 251. وفاز بالنزال عن طريق قرار القضاة المنقسم. كانت هذه النتيجة مثيرة للجدل بين وسائل الإعلام، حيث أعطت 18 من أصل 27 نتيجة إعلامية لهولواي، وشخصيات الفنون القتالية المختلطة مثل رئيس يو إف سي دانا وايت، والحكم السابق ومبتكر نظام القواعد جون مكارثي، والعديد من مقاتلي فنون القتال المختلطة.

#### فولكانوفسكي ضد أورتيغا
كان من المقرر أن يقوم فولكانوفسكي بالدفاع الثاني عن لقبه ضد في 27 مارس 2021 في يو إف سي 260. ومع ذلك، تم إلغاء النزال بسبب بروتوكولات كوفيد-19. قام فولكانوفسكي في وقت لاحق بتغريد أنه ثبتت إصابته بمرض فيروس كورونا.
في 2 أبريل 2021، تم الإعلان عن أن برايان أورتيغا وفولكانوفسكي سيكونان مدربين للمقاتل النهائي 29 على إي إس بي إن+ وضم العرض متسابقين من وزن الديك والوزن المتوسط.
واجه فولكانوفسكي برايان أورتيغا في 25 سبتمبر 2021، في برايان أورتيغا على لقب بطولة يو إف سي لوزن الريشة. لقد فاز بالنزال بقرار القضاة بالإجماع. تلقى فولكانوفسكي إشادة عالمية لإفلاته من محاولات الإخضاع المتعددة ومثابرته. أكسبه هذا النزال مكافأة قتال الليلة.

#### فولكانوفسكي ضد الزومبي الكوري
كان من المقرر أن يواجه فولكانوفسكي ماكس هولواي للمرة الثالثة في 5 مارس 2022، في يو إف سي 272. ومع ذلك، بعد يوم واحد من الإعلان، اضطر هولواي إلى الانسحاب من الحدث بسبب الإصابة. تم استبدال هولواي بتشان سونغ جونغ وتم نقل نزال اللقب إلى يو إف سي 273 في 9 أبريل 2022. بعد إسقاط جونغ عدة مرات، فاز فولكانوفسكي بالنزال عن طريق الضربة الفنية القاضية في الجولة الرابعة. أكسبه الفوز مكافأة أداء الليلة. كما أكسبه النزال المركز الثاني في جائزة كريبتو.كوم مكافأة المعجبين لليلة.

#### فولكانوفسكي ضد هولواي 3
تمت إعادة جدولة نزال الثلاثية ضد هولواي في يو إف سي 276 في 2 يوليو 2022. فاز فولكانوفسكي بالنزال بقرار القضاة بالإجماع، حيث سجل جميع القضاة الثلاثة النزال 50–45. وقد أكسبه هذا الفوز جائزة المركز الثاني لمكافأة المعجبين من كريبتو.كوم، والتي دفعت ما يعادل 20،000 دولار أمريكي من عملة البيتكوين.

#### فولكانوفسكي ضد ماخاشيف
صعد فولكانوفسكي إلى الوزن الخفيف لتحدي إسلام ماخاشيف على لقب بطولة يو إف سي للوزن الخفيف في 12 فبراير 2023 في يو إف سي 284. خسر النزال بقرار القضاة بالإجماع. أكسبه هذه النزال مكافأة قتال الليلة.

#### فولكانوفسكي ضد رودريغيز
عاد فولكانوسكي إلى وزن الريشة وواجه بطل وزن الريشة المؤقت يائير رودريغيز في نزال توحيد اللقب على لقب بطولة يو إف سي لوزن الريشة في 8 يوليو 2023 في يو إف سي 290. فاز بالنزال عن طريق الضربة الفنية القاضية في الجولة الثالثة.

#### فولكانوفسكي ضد ماخاشيف 2
كان من المقرر أن يواجه فولكانوسكي إيليا توبوريا في 20 يناير 2024 للدفاع عن لقب بطولة يو إف سي لوزن الريشة في يو إف سي 297. ومع ذلك، بعد يومين من الإعلان، تم سحب فولكانوفسكي من النزال ليواجه بدلاً من ذلك بطل يو إف سي للوزن الخفيف إسلام ماخاشيف في نزال العودة، في 21 يناير. أكتوبر 2023، في يو إف سي 294، كبديل لتشارلز أوليفيرا المصاب.
واجه فولكانوفسكي بطل يو إف سي للوزن الخفيف إسلام ماخاتشيف في نزال العودة، في 21 أكتوبر 2023، في يو إف سي 294، كبديل للمصاب تشارلز أوليفيرا. خسر النزال عن طريق الضربة الفنية القاضية في الجولة الأولى.

#### فولكانوفسكي ضد توبوريا
بعد نزال العودة مع ماخاشيف، كان من المتوقع في البداية أن يستمر النزال مع إيليا توبوريا ويُقام في تاريخها الأصلي وهو 20 يناير 2024 في حدث يو إف سي 297. ومع ذلك، تم تأجيله لاحقًا لمدة شهر واحد ليغيرتصدر حدث يو إف سي 298. في 17 فبراير 2024 بدلاً من ذلك. خسر فولكانوفسكي اللقب بالضربة القاضية في الجولة الثانية.

#### فولكانوفسكي ضد لوبيز
مع تخلي توبوريا عن اللقب، واجه فولكانوفسكي دييغو لوبيز على لقب بطولة يو إف سي لوزن الريشة الشاغر في 12 أبريل 2025 في يو إف سي 314. فاز في النزال بقرار القضاة بالإجماعي. أكسبه هذا النزال مكافأة قتال الليلة مرة أخرى.

## مسيرته في الملاكمة
يمتلك فولكانوفسكي نزال واحد في الملاكمة، والذي كان في الوزن الوسط الفائق فاز بها بقرار القضاة بالإجماع في أربع جولات ضد ديلون بارجيرو.

## حياته الشخصية
فولكانوفسكي متزوج وله ابنتان. ظهر كمدرب في غزو ماليزيا، وهو برنامج واقعي للهواة للفنون القتالية المختلطة. بسبب إرث أبيه المقدوني وأمه اليونانية، فقد استخدم لقب «العظيم» في إشارة إلى الإسكندر الأكبر، مدعيًا أنه لديه «أب مقدوني وأم يونانية»، مثله.

## البطولات والإنجازات

### فنون القتال المختلطة
- يو إف سي
  - بطولة يو إف سي لوزن الريشة (مرتين، الحالي)
    - خمسة دفاعات لقب ناجحة (الفترة الأولى له)
    - ثاني أكثر مقاتل فوزًا في نزالات على اللقب في فئة وزن الريشة في يو إف سي (7)[83]
    - أول مقاتل من مواليد أستراليا يفوز بلقب بطولة في يو إف سي[84]

  - قتال الليلة (ثلاث مرات) ضد تشاد مينديز، برايان أورتيغا، وإسلام ماخاشيف[85][86][87]
  - تكريمات يو إف سي لأفضل قتال في عام 2023 ضد إسلام ماخاشيف 1[88]
  - أفضل قتال في العام حسب يو إف سي.كوم 2023 ضد إسلام ماخاشيف 1[89]
  - أداء الليلة (مرة واحدة) ضد تشان سونغ جونغ[90]
  - ثاني أطول سلسلة انتصارات في تاريخ فئة وزن الريشة في يو إف سي (11)[83]
  - أعلى فارق ملحوط في تاريخ فئة وزن الريشة في يو إف سي (2.96)[83]
  - أطول متوسط وقت قتال في تاريخ فئة وزن الريشة في يو إف سي (16:54)[83]
  - ثاني أكثر مقاتل تسديدا للضربات المؤثرة في تاريخ فئة وزن الريشة في يو إف سي (1367)[83]
  - أكثر مقاتل سدد ركلات الساق في نزال واحد في تاريخ فئة وزن الريشة في يو إف سي (75 ضد ماكس هولواي 1)[91]
    - ثاني أكثر مقاتل سدد ركلات الساق في نزال واحد في تاريخ فئة وزن الريشة في يو إف سي (67 ضد ماكس هولواي 2)[91]

  - أكثر مقاتل سدد ضربات الساق في نزال واحد في تاريخ فئة وزن الريشة في يو إف سي (81 ضد خوسيه ألدو)[91]
    - ثاني أكبر عدد من ضربات الساق في نزال واحد في تاريخ فئة وزن الريشة في يو إف سي (75 ضد ماكس هولواي 1)[91]
    - ثالث أكثر مقاتل سدد ضربات الساق في نزال واحد في تاريخ فئة وزن الريشة في يو إف سي (67 ضد ماكس هولواي 2)[91]

  - المصنف الأول في جميع الأوزان في يو إف سي لعامي 2022 و2023
- كريبتو.كوم
  - مكافأة المشجعين في الليلة ضد تشان سونغ جونغ[90]
- بطولة القتال الأسترالية
  - بطل وزن الريشة لبطولة القتال الأسترالية (مرة واحدة؛ سابقًا)
    - دفاع عن لقب واحد ناجح
- قفص الغازي
  - قفص الغازي بطل وزن الوسط
- قتال باسيفيك إكستريم
  - بطل وزن الريشة في قتال باسيفيك إكستريم
- روشامبو أم أم أيه
  - روشامبو أم أم أيه بطل الوزن الخفيف
  - روشامبو أم أم أيه بطل وزن الوسط
- حروب ولونغونغ
  - بطل حروب ولونغونغ للوزن الخفيف
- كومبات بريس .كوم
  - مقاتل العام الأكثر انطلاقًا 2019[92]
- جوائز فنون القتال المختلطة العالمية
  - 2019 – يوليو 2020 مفاجأة العام ضد ماكس هولواي في يو إف سي 245[93]
  - جائزة تشارلز 'مساك' لويس للمقاتل العام 2022
  - [94]
  - المقاتل الدولي لعام 2022
  - [94]
- أم أم أيه جونكي
  - 2021 نزال شهر سبتمبر ضد برايان أورتيغا[95]
- إي إس بي إن
  - قتال العام 2021 ضد برايان أورتيغا[96]
- أم أم أيه مانيا
  - قتال العام 2021 ضد برايان أورتيغا[97]
- أم أم أيه سوكا
  - قتال العام 2021 ضد برايان أورتيغا[98]
- بي تي سبورت
  - مقاتل العام 2022[99]
- كيجسايد بريس
  - مقاتل العام 2022[100]

### مصارعة الهواة
- مسابقة مصارعة المدارس الوطنية الأسترالية
  - الميدالية الذهبية - 12/13 سنة 62 كغ (2001)[101]

## سجل فنون القتال المختلطة
| السجل المهني |        |         |
| 31 نزال      | 27 فوز | 4 خسارة |
| ضربة قاضية   | 13     | 3       |
| إخضاع        | 3      | 0       |
| قرار القضاة  | 11     | 1       |

| النتيجة | السجل | الخصم                | الطريقة                               | الحدث                                       | التاريخ        | الجولة | الوقت | المكان                                | الملاحظات                                                                    |
| ------- | ----- | -------------------- | ------------------------------------- | ------------------------------------------- | -------------- | ------ | ----- | ------------------------------------- | ---------------------------------------------------------------------------- |
| فاز     | 27–4  | دييغو لوبيز          | قرار القضاة (بالإجماع)                | يو إف سي 314                                | 12 أبريل 2025  | 5      | 5:00  | ميامي، فلوريدا، الولايات المتحدة      | فاز بلقب بطولة يو إف سي لوزن الريشة الشاغر. قتال الليلة.                     |
| خسر     | 26–4  | إيليا توبوريا        | ضربة قاضية (بلكمة)                    | يو إف سي 298                                | 17 فبراير 2024 | 2      | 3:32  | آناهايم، كاليفورنيا، الولايات المتحدة | خسر لقب بطولة يو إف سي لوزن الريشة.                                          |
| خسر     | 26–3  | إسلام ماخاشيف        | ضربة قاضية (ركلة للرأس ولكمات)        | يو إف سي 294                                | 21 أكتوبر 2023 | 1      | 3:06  | أبو ظبي، الإمارات العربية المتحدة     | على لقب بطولة يو إف سي لوزن الريشة.                                          |
| فاز     | 26–2  | يائير رودريغيز       | ضربة فنية قاضية (باللكمات)            | يو إف سي 290                                | 8 يوليو 2023   | 3      | 4:19  | لاس فيغاس، نيفادا، الولايات المتحدة   | دافع ووحّد لقب بطولة يو إف سي لوزن الريشة.                                    |
| خسر     | 25–2  | إسلام ماخاشيف        | قرار القضاة (بالإجماع)                | يو إف سي 284                                | 12 فبراير 2023 | 5      | 5:00  | برث، أستراليا                         | دافع عن لقب بطولة يو إف سي لوزن الريشة. نزال الليلة.                         |
| فاز     | 25–1  | ماكس هولواي          | قرار القضاة (بالإجماع)                | يو إف سي 276                                | 2 يوليو 2022   | 5      | 5:00  | لاس فيغاس، نيفادا، الولايات المتحدة   | دافع عن لقب بطولة يو إف سي لوزن الريشة.                                      |
| فاز     | 24–1  | تشان سونغ جونغ       | ضربة فنية قاضية (باللكمات)            | يو إف سي 273                                | 9 أبريل 2022   | 4      | 0:45  | جاكسونفيل، فلوريدا، الولايات المتحدة  | دافع عن لقب بطولة يو إف سي لوزن الريشة. أداء الليلة.                         |
| فاز     | 23–1  | برايان أورتيغا       | قرار القضاة (بالإجماع)                | يو إف سي 266                                | 25 سبتمبر 2021 | 5      | 5:00  | لاس فيغاس، نيفادا، الولايات المتحدة   | دافع عن لقب بطولة يو إف سي لوزن الريشة. نزال الليلة.                         |
| فاز     | 22–1  | ماكس هولواي          | قرار القضاة (بالانقسام)               | يو إف سي 251                                | 12 يوليو 2020  | 5      | 5:00  | أبو ظبي، الإمارات العربية المتحدة     | دافع عن لقب بطولة يو إف سي لوزن الريشة.                                      |
| فاز     | 21–1  | ماكس هولواي          | قرار القضاة (بالإجماع)                | يو إف سي 245                                | 14 ديسمبر 2019 | 5      | 5:00  | لاس فيغاس، نيفادا، الولايات المتحدة   | فاز بلقب بطولة يو إف سي لوزن الريشة.                                         |
| فاز     | 20–1  | خوسيه ألدو           | قرار القضاة (بالإجماع)                | يو إف سي 237                                | 11 مايو 2019   | 3      | 5:00  | ريو دي جانيرو، البرازيل               |                                                                              |
| فاز     | 19–1  | تشاد مينديز          | ضربة فنية قاضية (باللكمات)            | يو إف سي 232                                | 29 ديسمبر 2018 | 2      | 4:14  | إنغلوود، كاليفورنيا، الولايات المتحدة | نزال الليلة.                                                                 |
| فاز     | 18–1  | دارين إلكنز          | قرار القضاة (بالإجماع)                | يو إف سي ليلة القتال: دوس سانتوس ضد إيفانوف | 14 يوليو 2018  | 3      | 5:00  | بويسي، أيداهو، الولايات المتحدة       |                                                                              |
| فاز     | 17–1  | جيريمي كينيدي        | ضربة فنية قاضية (باللكمات والمرفقين)  | يو إف سي 221                                | 11 فبراير 2018 | 2      | 4:57  | برث، أستراليا                         |                                                                              |
| فاز     | 16–1  | شين يونغ             | قرار القضاة (بالإجماع)                | يو إف سي ليلة القتال: ويردوم ضد تيبورا      | 19 نوفمبر 2017 | 3      | 5:00  | سيدني، أستراليا                       | نزال في وزن غير محدد (150 رطل).                                              |
| فاز     | 15–1  | ميزوتو هيروتا        | قرار القضاة (بالإجماع)                | يو إف سي ليلة القتال: لويس ضد هنت           | 11 يونيو 2017  | 3      | 5:00  | أوكلاند، نيوزيلندا                    | العودة إلي وزن الريشة.                                                       |
| فاز     | 14–1  | يوسوكي كاسويا        | ضربة فنية قاضية (باللكمات)            | يو إف سي ليلة القتال: ويتيكر ضد برونسون     | 26 نوفمبر 2016 | 2      | 2:06  | ملبورن، أستراليا                      |                                                                              |
| فاز     | 13–1  | جاي برادني           | ضربة فنية قاضية (باللكمات)            | حروب ولونغونغ 4                             | 8 يوليو 2016   | 1      | غ/م   | ولونغونغ، أستراليا                    | فاز بلقب بطولة حروب ولونغونغ 4 للوزن الخفيف.                                 |
| فاز     | 12–1  | جيمي مولاركي         | ضربة قاضية (لكمة)                     | الأسترالي إف سي 15                          | 19 مايو 2016   | 1      | 3:23  | ملبورن، أستراليا                      | دافع عن بطولة القتال الأسترالية لوزن الريشة.                                 |
| فاز     | 11–1  | يوسكي ياتشي          | إخضاع (خنق مثلث)                      | قتال باسيفيك إكستريم 50                     | 4 ديسمبر 2015  | 4      | 3:43  | مانجيلاو، غوام                        | فاز بلقب بطولة قتال باسيفيك إكستريم في وزن الريشة.                           |
| فاز     | 10–1  | جيمس بيشوب           | ضربة فنية قاضية (باللكمات)            | الأسترالي إف سي 13                          | 14 يونيو 2015  | 1      | 1:39  | ملبورن، أستراليا                      | فاز بلقب بطولة القتال الأسترالية لوزن الريشة.                                |
| فاز     | 9–1   | ديفيد بات            | ضربة فنية قاضية (باللكمات)            | حروب ولونغونغ 2                             | 1 نوفمبر 2014  | 2      | 1:52  | ثيرول، أستراليا                       | العودة إلي الوزن الخفيف.                                                     |
| فاز     | 8–1   | كايل رييس            | قرار القضاة (بالإجماع)                | قتال باسيفيك إكستريم 45                     | 24 أكتوبر 2014 | 3      | 5:00  | مانجيلاو، غوام                        | العودة إلي وزن الريشة.                                                       |
| فاز     | 7–1   | جاي برادني           | إخضاع (خنق خلفي عاري)                 | روشامبو أم أم أيه 3                         | 26 يوليو 2014  | 1      | 4:58  | بريزبان، أستراليا                     | دافع عن لقب بطولة روشامبو أم أم أيه للوزن الخفيف.                            |
| فاز     | 6–1   | رودولفو ماركيز دينيز | ضربة قاضية (لكمة)                     | الأسترالي إف سي 9                           | 17 مايو 2014   | 1      | 3:41  | ألبوري، أستراليا                      | الظهور الأول في لوزن الريشة.                                                 |
| فاز     | 5–1   | جريج أتزوري          | إخضاع (خنق المقصلة)                   | روشامبو أم أم أيه 2                         | 1 فبراير 2014  | 1      | غ/م   | بريزبان، أستراليا                     | الظهور الأول في الوزن الخفيف. فاز بلقب بطولة روشامبو أم أم أيه للوزن الخفيف. |
| فاز     | 4–1   | لوك كاتوبيج          | ضربة فنية قاضية (باللكمات)            | الأسترالي إف سي 7                           | 14 ديسمبر 2013 | 3      | 4:39  | ملبورن، أستراليا                      |                                                                              |
| خسر     | 3–1   | كوري نيلسون          | ضربة فنية قاضية (ركلة الرأس واللكمات) | الأسترالي إف سي 5                           | 10 مايو 2013   | 3      | 0:13  | ملبورن، أستراليا                      | ربع نهائي بطولة القتال الأسترالية لوزن الوسط.                                |
| فاز     | 3–0   | انطون ظافر           | ضربة فنية قاضية (باللكمات)            | روشامبو أم أم أيه 1                         | 17 أبريل 2013  | 4      | 2:19  | بريزبان، أستراليا                     | فاز بلقب بطولة روشامبو أم أم أيه للوزن الخفيف.                               |
| فاز     | 2–0   | ريجان ويلسون         | ضربة فنية قاضية (إيقاف الطبيب)        | منظمة القتال الجنوبي: قفص الغازي 2          | 23 فبراير 2013 | 1      | 2:49  | ناورا، أستراليا                       | فاز بلقب بطولة قفص الغازي للوزن الخفيف.                                      |
| فاز     | 1–0   | جيرهارد فويجت        | قرار القضاة (بالإجماع)                | منظمة الثورة: ثورة في روكسي                 | 19 مايو 2012   | 3      | 5:00  | سيدني، أستراليا                       | الظهور الأول في وزن الوسط.                                                   |

## سجل الملاكمة
| 1 نزال      | 1 فوز | 0 خسارة |
| ----------- | ----- | ------- |
| قرار القضاة | 1     | 0       |

| # | النتيجة | السجل | الخصم         | النوع | الجولة، الوقت | التاريخ       | الموقع                                     | الملاحظات |
| - | ------- | ----- | ------------- | ----- | ------------- | ------------- | ------------------------------------------ | --------- |
| 1 | فاز     | 1–0   | ديلون بارجيرو | ق إ   | 4             | 17 أبريل 2015 | مركز هورستفيل الترفيهي، هورستفيل، أستراليا |           |

## نزالات الدفع مقابل المشاهدة
| #  | الحدث        | النزال                        | التاريخ        | المكان                                     | المدينة                               | المبلغ      |
| -- | ------------ | ----------------------------- | -------------- | ------------------------------------------ | ------------------------------------- | ----------- |
| 1. | يو إف سي 266 | فولكانوفسكي ضد أورتيغا        | 25 سبتمبر 2021 | تي موبايل أرينا                            | بارادايس، نيفادا، الولايات المتحدة    | لم يُكشف عنه |
| 2. | يو إف سي 273 | فولكانوفسكي ضد الزومبي الكوري | 9 أبريل 2022   | الساحة التذكارية للمحاربين القدامى في ستار | جاكسونفيل، فلوريدا، الولايات المتحدة  | لم يُكشف عنه |
| 3. | يو إف سي 284 | ماخاشيف ضد فولكانوفسكي        | 12 فبراير 2023 | برث أرينا                                  | برث، أستراليا                         | لم يُكشف عنه |
| 4. | يو إف سي 290 | فولكانوفسكي ضد رودريغيز       | 8 يوليو 2023   | تي موبايل أرينا                            | بارادايس، نيفادا، الولايات المتحدة    | لم يُكشف عنه |
| 5. | يو إف سي 294 | ماخاشيف ضد فولكانوفسكي 2      | 21 أكتوبر 2023 | اتحاد أرينا                                | أبو ظبي، الإمارات العربية المتحدة     | لم يُكشف عنه |
| 6. | يو إف سي 298 | فولكانوفسكي ضد توبوريا        | 17 فبراير 2024 | هوندا سنتر                                 | آناهايم، كاليفورنيا، الولايات المتحدة | لم يُكشف عنه |
| 7. | يو إف سي 314 | فولكانوفسكي ضد لوبيز          | 12 April 2025  | كاسية سنتر                                 | ميامي، فلوريدا، الولايات المتحدة      | لم يُكشف عنه |

## وصلات خارجية
- ألكسندر فولكانوفسكي على موقع IMDb (الإنجليزية)
- ألكسندر فولكانوفسكي على موقع قاعدة بيانات الفيلم (الإنجليزية)
- ألكسندر فولكانوفسكي على موقع بوكس ريك (الإنجليزية) (registration required)
- ألكسندر فولكانوفسكي على موقع يو إف سي (الإنجليزية)
- ألكسندر فولكانوفسكي على موقع شيردوغ (الإنجليزية)
- ألكسندر فولكانوفسكي على موقع Tapology.com (الإنجليزية)
- ألكسندر فولكانوفسكي على موقع فايت ماتريكس (الإنجليزية)
- ألكسندر فولكانوفسكي على موقع إي إس بي إن (الإنجليزية)